# Parque Cataluña (Rancagua)
El Parque Cataluña es un parque de la ciudad de Rancagua, Chile. Está ubicado en el borde sur de la avenida Alameda Libertador Bernardo O'Higgins de dicha ciudad, entre la antigua Ruta 5 Sur y la avenida La Compañía. 
Fue fundado como el Parque Comunal de Rancagua. En 1999 el Municipio de Rancagua decidió destinar parte del recinto a la construcción de la Capilla de Nuestra Señora de los Ángeles, que el arquitecto español Antoni Gaudí donó en 1922 al sacerdote Angélico Aranda. Por ello, en 2005 el parque fue rebautizado como Parque Cataluña, en honor a la comunidad autónoma española de donde Gaudí era originario. El complejo que albergará la capilla y otras dependencias, será llamado Centro Cultural Espiritual Gaudí.
Dentro del parque está ubicado el Liceo Industrial Presidente Pedro Aguirre Cerda. En 2022 se anunció que parte del parque, un terreno de 6 mil metros cuadrados, será entregado en comodato a la Fundación Teletón para la construcción de su primer centro de rehabilitación en la Región de O'Higgins.